# Афа Исмаил
А́фа Исмаи́л (1 ноября 1993, Мале) — мальдивская легкоатлетка.

## Карьера
В 2011 году на чемпионате Азии установила национальный рекорд в беге на 200 метров. На Олимпийских играх в Лондоне Афа Исмаил установила личный рекорд на дистанции 100 метров, став пятой в предварительном забеге.
На чемпионатах мира — в 2011 и 2013 годах Исмаил занимала последние места в квалификационных забегах.